# Scenopinus renneri
Scenopinus renneri är en tvåvingeart som beskrevs av Kelsey 1975. Scenopinus renneri ingår i släktet Scenopinus och familjen fönsterflugor. Inga underarter finns listade i Catalogue of Life.